# Seabrook (Massachusetts)
Seabrook é um lugar designado pelo censo localizado no condado de Barnstable no estado estadounidense de Massachusetts. No Censo de 2010 tinha uma população de 455 habitantes e uma densidade populacional de 499,08 pessoas por km².

## Geografia
Seabrook encontra-se localizado nas coordenadas 41° 35′ 07″ N, 70° 29′ 53″ O. Segundo a Departamento do Censo dos Estados Unidos, Seabrook tem uma superfície total de 0.91 km², da qual 0.91 km² correspondem a terra firme e (0.57%) 0.01 km² é água.

## Demografia
Segundo o censo de 2010, tinha 455 pessoas residindo em Seabrook. A densidade populacional era de 499,08 hab./km². Dos 455 habitantes, Seabrook estava composto pelo 98.24% brancos, o 0.22% eram afroamericanos, o 0.22% eram amerindios, o 1.1% eram asiáticos, o 0% eram insulares do Pacífico, o 0% eram de outras raças e o 0.22% pertenciam a duas ou mais raças. Do total da população o 0.22% eram hispanos ou latinos de qualquer raça.